# 鹿蹄柳
鹿蹄柳（学名：Salix pyrolaefolia）为杨柳科柳属的植物。分布在蒙古、俄罗斯、欧洲以及中国大陆的内蒙古、新疆、黑龙江等地，生长于海拔1,300米至1,700米的地区，多生长于山地河谷或林缘，目前尚未由人工引种栽培。

## 异名
- Salix subpyroliformis Y. L. Chang et Skv.